# Chiesa dell'Annunciazione di Maria Santissima (Copparo)
La chiesa dell'Annunciazione di Maria Santissima è la parrocchiale di Ambrogio, frazione di Copparo, in provincia di Ferrara. Appartiene al vicariato di Sant'Apollinare dell'arcidiocesi di Ferrara-Comacchio e risale al XII secolo.

## Storia
La chiesa intitolata all'Annunciazione di Maria ad Ambrogio viene documentata a partire dal 1188. Sembra verosimile che sin dall'inizio abbia avuto la dignità di pieve.
In tale periodo storico molta parte del territorio ferrarese era in parte acquitrinoso, con modesti rilievi che venivano quindi utilizzati per gli insediamenti, definiti polesini. Il paese di Ambrogio si trovava in una situazione simile, compreso tra i due rami del Po e del Po di Volano, in territorio alluvionale.
La torre campanaria venne costruita verso la fine del XIV secolo dai monaci dell'abbazia di Pomposa.
Quel primo edificio religioso, definito anche oratorio, venne in seguito sostituito da una nuova chiesa. Questa  ebbe dignità parrocchiale dal 1628.
Nella seconda metà del XX secolo vennero realizzate importanti opere di restauro e durante tali lavori, che diedero all'edificio l'aspetto recente, vennero alla luce le antiche fondamenta medievali della prima chiesa.
Nel 1966 la parrocchia passò dall'arcidiocesi di Ravenna a quella di Ferrara.
A partire dal 1968 sono stati eseguiti altri interventi, come il restauro del campanile e la posa di nuove vetrate.